# Lawrence Channel
Der Lawrence Channel ist eine Meerenge vor der Loubet-Küste des Grahamlands auf der Antarktischen Halbinsel. Der Kanal verläuft in nord-südlicher Richtung zwischen der Arrowsmith-Halbinsel und der ihr vorgelagerten Wyatt-Insel und verbindet den offenen Teil des Laubeuf-Fjords mit dem Hinks Channel.
Das UK Antarctic Place-Names Committee benannte ihn 1984 nach Stuart James Lawrence (* 1944), Kapitän des Schiffs Bransfield im Dienst für den British Antarctic Survey ab 1974.